# Prilep, Burgas
Prilep (în bulgară Прилеп) este un sat în comuna Sungurlare, regiunea Burgas,  Bulgaria. 

## Demografie
Componența etnică a satului Prilep
     Turci (51,73%)
     Bulgari (40,85%)
     Romi (6,3%)
     Nicio identificare (1,1%)
La recensământul din 2011, populația satului Prilep era de 634 locuitori. Din punct de vedere etnic, majoritatea locuitorilor (51,73%) erau turci, existând și minorități de bulgari (40,85%) și romi (6,3%). Pentru 1,1% din locuitori nu este cunoscută apartenența etnică.